# Marie Harel
Marie Harel, född 1761, död 1844, var en fransk ostmakare. Hon är känd för att, enligt traditionen, tillsammans med Abbot Charles-Jean Bonvoust på 1790-talet ha uppfunnit osten Camembert. 